# Свято Благовіщення
Свято Благовіщення, також Урочистість Благовіщення, Благові́щення Богоро́диці (грец. Εὐαγγελισμός τῆς Θεοτόκου), Благові́щення Благослове́нної Ді́ви Марі́ї (лат. Annuntiatio Beatae Mariae Virginis), відоме як День леді, згадує візит архангела Гавриїла до Діви Марії, під час якого він повідомив їй, що вона буде матір'ю Ісуса Христа, Сина Божого. Святкується 25 березня, близько до весняного рівнодення. У Католицькій церкві, коли 25 березня випадає під час Пасхального тридення, його переносять у перший відповідний день під час Пасхи. У церквах візантійського обряду Благовіщення ніколи не переноситься, навіть якщо воно припадає на Великдень. Поєднання цих двох свят називається Кіріопасха.
Свято Благовіщення відзначається майже повсюдно в усьому християнстві, особливо в межах православ'я, англіканства, католицизму та лютеранства. Це головне свято Богородичне свято, яке класифікується як урочистість у Католицькій церкві, Фестиваль у лютеранських церквах та Головне свято в англіканському Причасті. У православному християнстві, оскільки воно сповіщає про втілення Христа, воно зараховується до одного з 8 великих свят Господнього, а не до 4 великих Богородичних свят, хоча деякі визначні аспекти його літургійного дотримання є Богородичними. Два приклади в літургійному християнстві значення, яке надається Благовіщенню, — це молитва Ангелуса, і особливо в римо-католицизмі, позиція події як першої радісної таємниці домініканського вервиці.

## Біблійна розповідь
Тут записаний «ангельське привітання» Гавриїла Марії: «Радуйся, сповнений благодаті, Господь з тобою» (Лука 1:28 ; латинська Вульгата:), і відповідь Марії на Божу волю, «нехай буде зроблено мені за твоїм словом» (Лука 1:38). «Ангельський привіт» — це початок молитви «Привітання Марії» та «Ангелус»; друга частина молитви походить від привітання святої Єлизавети Марії у Відвідінні.

## Історія
Свято Благовіщення відзначалося ще в IV–V ст. Перші певні згадки про свято містяться в каноні про Толедоський собор у 656 р., Де він був описаний як святкуваний у всій церкві, і в іншому Константинопольський собор «у Трулло» в 692 р., який забороняв святкування будь-які свята під час Великого посту, крім Господнього дня (неділя) та свята Благовіщення. Вустерський синод, Англія, в 1240 р. Заборонив усі сервільні роботи на святі. Оскільки це свято святкує Втілення Другої Трійці, багато отців церкви, включаючи святого Афанасія, святого Григорія Ніського та святого Августина, виклали на ньому.
З найдавнішої історії, свято відзначалося 25 березня, згадуючи як віру, що весняне рівнодення було не тільки днем Божого акту Творення, але і початком Христового викуплення того самого Створення. Уся християнська античність вважала 25 березня фактичним днем смерті Ісуса. Думка про те, що Втілення також відбулося в цю дату, міститься в псевдокіпріанському творі «De Pascha Computus», c. 240. Там сказано, що прихід Ісуса та Його смерть, мабуть, збіглися зі створенням і падінням Адама. І оскільки світ був створений навесні, Христос також був зачатий і помер незабаром після весняного рівнодення. Подібні підрахунки зустрічаються в ранньому та пізньому середньовіччі, і їм дати свята Благовіщення та Різдва зобов'язані своїм походженням. Отже, стародавні мартирологи призначають 25 березня створення Адама та розп'яття Ісуса; також, падіння Люцифера, проходження Ізраїлю через Червоне море та спалення Ісаака.  Середньовічна Золота легенда визначає 25 березня не лише датою Створення та Благовіщення, але й великою кількістю інших важливих подій в історії спасіння, включаючи Страсну п’ятницю розп’яття та смерті Христа.

У традиціях західних церков (католицької церкви, англіканського, лютеранського та православного західного обряду) свято переноситься, якщо це необхідно, щоб запобігти його падінню під час Страсного тижня чи Великоднього тижня або в неділю за літургійними календарями. Щоб уникнути неділі перед Страсним тижнем, замість цього слід дотримуватися наступного дня (26 березня). У такі роки, як 2016 рік, коли 25 березня припадало на Страсний тиждень або Великодній тиждень, Благовіщення переноситься на понеділок після Пасхильної октави, тобто понеділок після Другої неділі Великодня.

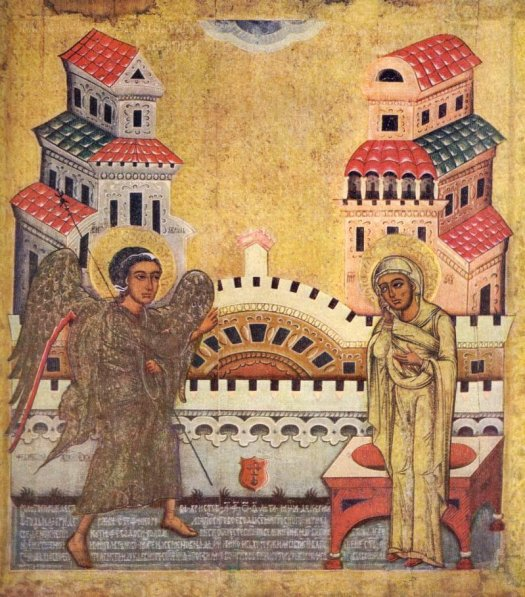
Майстер Федуско із Самбора: Благовіщення.

За традицією східних церков (східної православної, орієнтальної та східно-католицької) свято Благовіщення ніколи не переноситься ні за яких обставин. У них є спеціальні поєднані літургії для тих років, коли Благовіщення збігається з іншим святом. У цих церквах навіть у Страсну п'ятницю відправляється Божественна літургія, коли вона збігається з Благовіщенням. Одним з найпоширеніших звинувачень, висунутих проти нового календаризму, є той факт, що в новокалендарських церквах (які святкують Благовіщення за новоюліанським календарем, але Великдень за юліанським календарем) ці особливі Літургії більше ніколи не можуть бути відправлені, оскільки Благовіщення завжди святкується задовго до Страсного тижня за новоюліанським календарем. Старостильники вважають, що це збіднює літургійне та духовне життя Церкви
День незалежности Греції відзначається у свято Благовіщення, а 25 березня також є національним святом у Лівані.
Дата близька до весняного рівнодення, як Різдво до зимового сонцестояння; через це Благовіщення та Різдво були двома з чотирьох «чверть днів» в середньовічній та ранньомодерній Англії, які ознаменували поділи фінансового року (інші два були День літо, або Різдво Св. Івана Хрестителя, на 24 червня та Михайло, день Святого Михайла, 29 вересня).
Коли календарну систему Анно Доміні вперше запровадив Діонісій Екзиг у 525 р. Н. Е., Він призначив початок нового року на 25 березня, оскільки згідно з християнською доктриною благодатний вік розпочався з Втіленням Христа на Благовіщення, яку дату вважають, що Ісус Христос був зачатий у Діві Марії Святим Духом.
Папа Римський Іван Павло ІІ встановив 25 березня Міжнародним днем ненародженої дитини для відзначення зачаття Ісуса.

## Святкування
Римська церква, більшість протестантських церков, а також більша частина автокефальних православних церков: Вселенський патріархат Константинополя, Грецька православна церква Александрії, Грецька православна церква Антіохії, Румунська православна церква, Болгарська православна церква, Церква Кіпру, Церква Греції, Православна автокефальна церква Албанії, Православна церква Чеських земель і Словаччини, Православна церква України, Православна церква Америки, деякі орієнтальні церкви, а також деякі східні католицькі церкви, наприклад Українська греко-католицька церква святкують Благовіщення — 25 березня за григоріанським і новоюліанським календарями.
Грецька православна церква Єрусалима, Московський патріархат, Грузинська апостольська автокефальна православна церква, Сербська православна церква та Польська автокефальна православна церква святкують — 25 (7) квітня за юліанським календарем.

## Зауваження
1. ↑  Деякими православними церквами святкується 25 березня (7 квітня)  за юліанським календарем, зокрема Єрусалимською, Російською, Сербською, Грузинською, Польською і Македонською православними церквами.